# Datong
Datong (大同; pinyin: Dàtóng; W.-G.: Ta-t'ung) er en  by på præfekturniveau i provinsen Shanxi i det nordlige Kina. Præfekturet har et areal på 14.176 km² og en befolkning på omkring 3,1 millioner mennesker (2009).
Datong er en vigtig industriby og et jernbaneknudepunkt i et område med rige kulforekomster. Byen er stærkt industrialiseret. 
Tidligere hed byen Pingcheng, og var hovedstad i det nordlige Wei-kongedømme (400- og 500-tallet). Kalkstensgrotter ved det nærliggende Yungang (Yunganggrotterne) har buddhistisk kunst fra samme periode; grotterne er opført på UNESCOs verdensarvsliste. 

## Administrative enheder
Datong består af fire bydistrikter og syv amter:
- Bydistriktet Cheng (城区), 46 km², ca. 580.000 indbyggere;
- Bydistriktet Kuang (矿区), 62 km², ca. 440.000 indbyggere;
- Bydistriktet Nanjiao (南郊区), 966 km², ca. 280.000 indbyggere;
- Bydistriktet Xinrong (新荣区), 1.006 km², ca. 110.000 indbyggere;
- Amtet Yanggao (阳高县), 1.678 km², ca. 290.000 indbyggere;
- Amtet Tianzhen (天镇县), 1.635 km², ca. 210.000 indbyggere;
- Amtet Guangling (广灵县), 1.283 km², ca. 180.000 indbyggere;
- Amtet Lingqiu (灵丘县), 2.720 km², ca. 230.000 indbyggere;
- Amtet Hunyuan (浑源县), 1.965 km², ca. 350.000 indbyggere;
- Amtet Zuoyun (左云县), 1.314 km², ca. 140.000 indbyggere;
- Amtet Datong (大同县), 1.501 km², ca. 170.000 indbyggere.

## Historie
Arkæologiske fund i Datong viser at der var menneskelig bosættelse der så tidlig som i ældre stenalder, dvs. for ca. 100.000 år siden. Under Forårs- og efterårsperioden (春秋时), 771-475 f.Kr, boede forskellige nomadiske folk i området. Under de stridende staters tid (战国时代) 475-221 f.Kr. tilhørte Datong Zhaoriget (赵国), og mange soldaterlejre og mure blev bygget. År 200 f.Kr. blev Liu Bang (刘邦), grundlæggeren af Handynastiet (汉朝), belejret i syv dage af hunnerne (匈奴) ved Pingcheng (平城), nutidens Datong.
I 386 begyndte en af de vigtigste perioder i Datongs historie. Det var da det lykkedes et af de kinesiske minoritetsfolk, Xianbei 鲜卑, under Tuobaklanen (拓跋) at forene størstedelen af Kina nord for den  Gule Flod, og grundlagde det nordlige Wei-dynasti (北魏) med Datong som hovedstad. I 494 blev hovedstaden flyttet fra Datong til Luoyang (洛阳) efter et oprør. Under Datongs tid som hovedstad blev den ikke bare det nordlige Kinas politiske, økonomiske og kulturelle centrum, men også en af verdens største metropoler hvor  forskellige kulturer fra Indien og fra centralasiatiske lande smeltede sammen med de kinesiske, hvilket tydelig fremgår af udsmykningerne i Yunganggrotterne.
Efter at Tuobaturkerne havde forenet det nordlige Kina og etableret hovedstaden for Det nordlige Wei i Datong antog kejseren buddhismen som religion. Den stod allerede stærkt blandt lokalbefolkningen. Dette kan være  både af religiøse og af økonomiske og politiske grunde. Buddhistiske munke kom til at virke som politiske rådgivere og skulle også bidrage til en sammensmeltning af religion og politik ved det at de identificerede kejseren med Tathagata Buddha. En vigtig undtagelse fra denne linjen var under kejser Taiwu (424-452) som var influeret af konfucianisme og daoisme og anklagede de buddhistiske præster for at konspirere mod den politiske orden. Under Taiwus styre blev flere templer, billeder og skrifter ødelagt.
Kejser Wencheng, som var Taiwus barnebarn, ændrede denne politik i 452 og gav store gaver til buddhistiske formål, blandt andet  indretningen af Yunganggrotterne.
Under Liaodynastiet (辽, 907-1125) og Jindynastiet (金代, 1115-1234) nåede Datongs befolkning et højdepunkt  samtidig som den økonomiske udviklinge nåede nye højder.
Under Mingdynastiet (明朝, 1368-1644) var Datong en vigtig by for forsvaret af Kina, og der findes mange forter og mure bevaret fra denne tid.
I 1937 blev Datong indtaget af japanske militærstyrker, og der var meget  modstand mod japanerne i området under 2. kinesisk-japanske krig.

## Økonomi
Kul dominerer i præekturets økonomi. De største lokale virksomheder er derudover indenfor  elektricitet, manufaktur, kemi, medicin, metalindustri, bygningsindustri og turistindustri.
Datong har lokale kommercielle banker og forsikringsselskaber. I Datongs specielle økonomiske zone som blev etableret i 1992 findes (2009) ca. 330 selskaber på et areal på 8,2 kvadratkilometer. Mange udenlandske selskaber har ivesteret store penge i området.

## Trafik
Kinas rigsvej 109 løber gennem området. Den knytter Beijing sammen med Lhasa i Tibet. Den løber vestover fra Beijing via Datong, Yinchuan, Lanzhou og Xining til Golmud før den vender mod sydvest  mod Lhasa.
Kinas rigsvej 208 fører gennem området. Den begynder i Erenhot og fører via Jining og Datong og Taiyuan til Changzhi i provinsen Shanxi. 
40°4′N 113°17′Ø / 40.067°N 113.283°Ø